# 波音Model 1
波音 Model 1 ，也称为B&W 水上飞机，是美国的单引擎双翼水上飞机。它是波音的第一款产品，并带有其设计师威廉·波音和Lt. Conrad Westervelt USN的姓名首字母。

## 设计
第一架B&W水上飛機于1916年6月在华盛顿州西雅图联合湖畔的波音公司水上机库中製造完成。它是用木材製做的，並利用钢丝支撑，上面覆盖着亚麻布。它类似于波音的马丁教练机，但B&W水上飛機拥有更好的浮桥和更强大的发动机。第一个B&W水上飛機被命名为Bluebill ，第二个被命名为Mallard 。他们于1916年6月15日以及同年11月進行首飞。

## 运营历史
美国海军擁有两架B&W水上飛機。当海军没有购买时，它们被卖给了新西兰飞行学校，成为波音的第一笔国际销售。1919年6月25日，B&W水上飛機创造了新西兰高度记录——6,500英尺。B&W水上飛機后来用于快递和航空邮件投递，于1919年12月16日成为新西兰的第一架官方航空邮件航班。

## 前运营商
新西兰
- 新西兰飞行学校

## 规格（B&W水上飞机）
基本信息
性能
- 最大速度：139英里每小時；224每小時（121節）
- 最大速度：75馬赫
- 巡航速度：67英里每小時（108每小時；58節）
- 航程：320英里（278海里；515）
- 最大滑翔比：1

基本數據
- 機組: 2
- 長度: 27 ft 6 in (8.38 m)
- 翼展: 52 ft 0 in (15.86 m)
- 機翼面積: 580 sq ft (53.9 m2)
- 空機重量: 2,100 lb (953 kg)
- 總重量: 2,800 lb (1,272 kg)
- 動力設備: 1 × Hall-Scott A-5 Straight-6 piston engine , 125 hp (93 kW)